# فريدريك وادزورث
فريدريك وادزورث (بالإنجليزية: Frederick Wadsworth)‏ هو سياسي أمريكي، ولد في 7 مارس 1786، وتوفي في 3 فبراير 1869.